# 斯肯索普

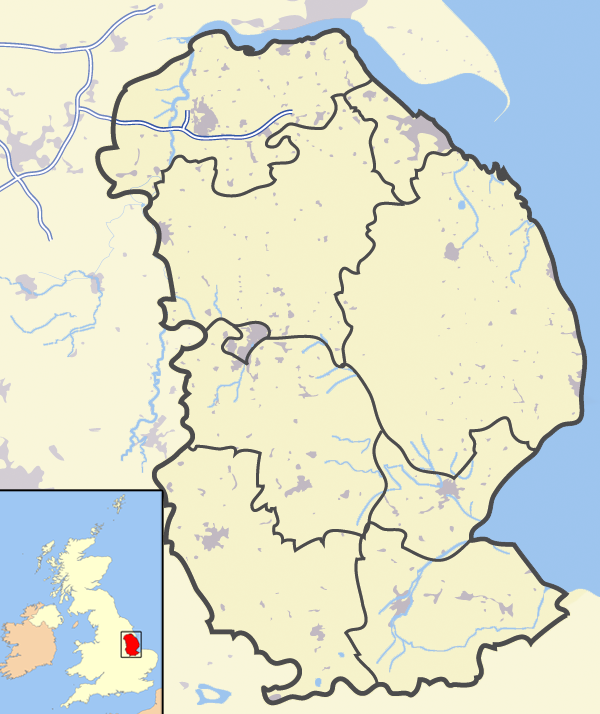

斯肯索普，英国英格兰林肯郡北林肯郡行政總部，2011年市內人口為6,5163。邻近城市有赫爾河畔京士頓、约克、当卡斯特、谢菲尔德。
斯肯索普因为其发达的钢铁业和美丽的环境，被称为“工业花园城”。
在体育运动方面，城市拥有自己的足球队斯肯索普联，现为英格蘭甲組足球聯賽球队。

## 友好城市
- 法國 克拉马

## 備注
1. ↑  又译斯坎索普